# Arriaga-Lakua

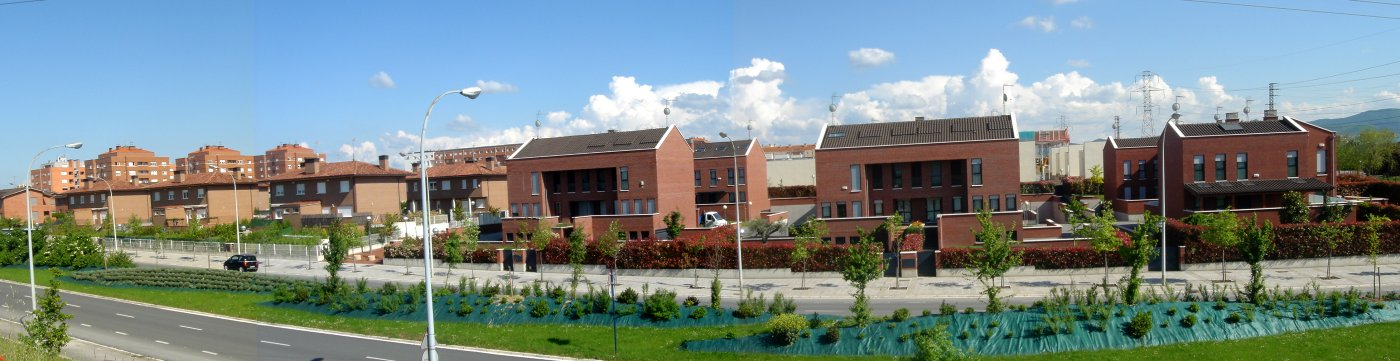
Ibaiondo

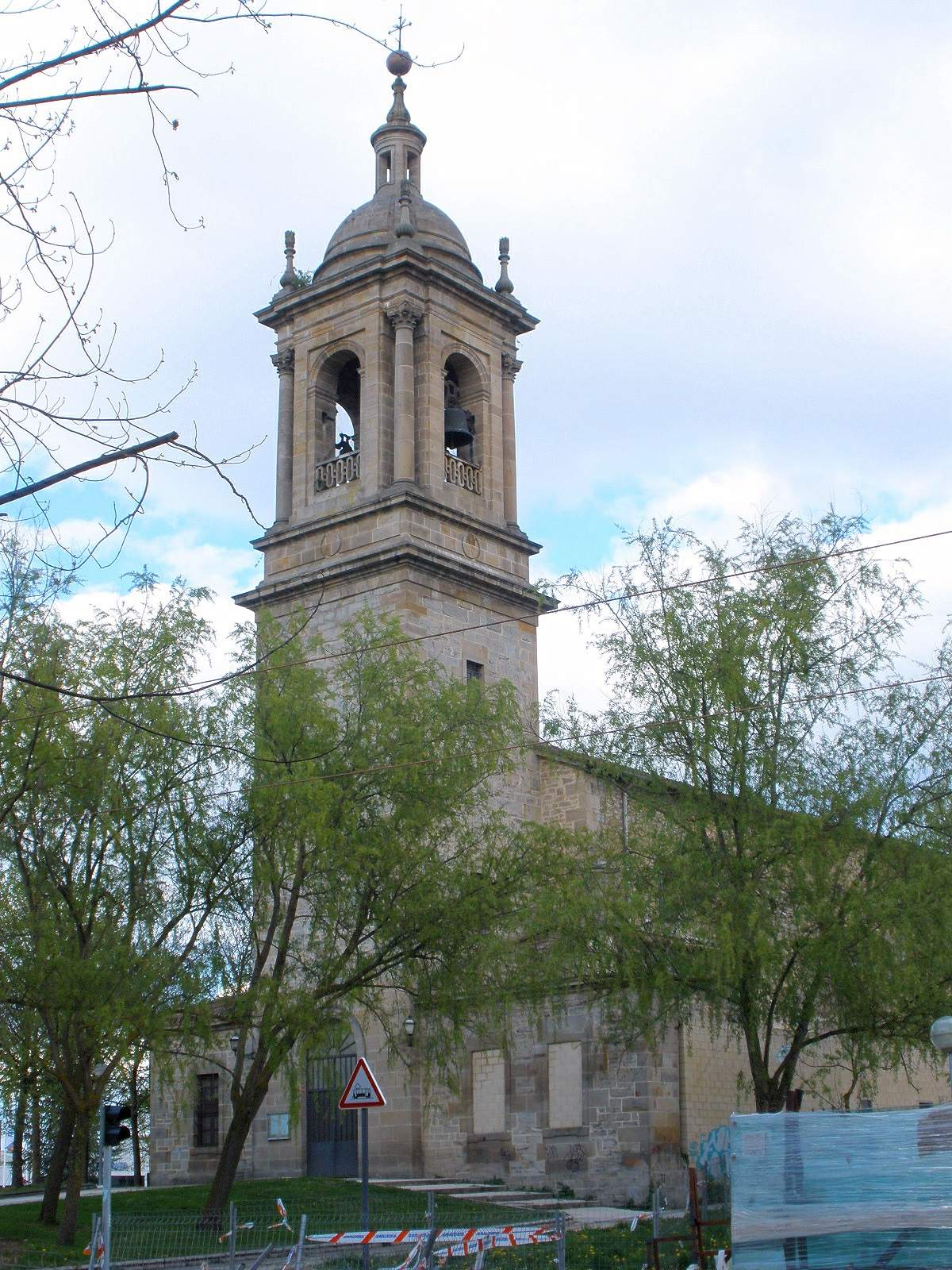
Església de Done Bikendi

Arriaga-Lakua és un barri de la ciutat de Vitòria (Àlaba). Té una població de 26.301 habitants (2008). Està situat molt a prop de la ciutat, uns 2,5 km al nord del centre de Vitòria-Gasteiz.

## Història
El llogaret d'Arriaga, el nom del qual significa en basc, lloc de pedres, apareix esmentada per primera vegada en un document de 1025 del Cartulari de San Millán de la Cogolla conegut com a Reixa de San Millán.
La importància històrica d'Arriaga radica que en un lloc proper a aquest llogaret anomenat Camp de Lakua, es reunien des d'antic les institucions que governaven als alabesos. La institució mancomunada que governava el Senyoriu d'Àlaba i que agrupava als gentilhomes alabesos rebia per això el nom de Confraria d'Arriaga.
El llogaret d'Arriaga és un dels llogarets vells de Vitòria-Gasteiz, que van passar a dependre de la ciutat de Vitòria-Gasteiz en una data primerenca. En 1258 quan es va produir la Voluntaria Entrega (en basc Arriagako ituna), per la qual la Confraria d'Arriaga va cedir la sobirania del Senyoriu d'Àlaba al rei castellà Alfons XI a canvi de mantenir els seus privilegis, van ser cedides també 8 llogarets pertanyents a la Confraria a la vila de Vitòria que era de jurisdicció real. Entre aquestes 8 llogarets es trobava el mateix llogaret d'Arriaga.
Amb posterioritat els voltants d'Arriaga van seguir sent escollides per a la celebració de les Juntes Generals d'Àlaba.
Durant les guerres napoleòniques Arriaga va ser escenari d'aferrissats combats durant la batalla de Vitòria, pel control del pont que hi havia sobre el Zadorra.
A principis de 1960 Arriaga era encara un petit poble de gairebé 300 habitants a les portes de Vitòria-Gasteiz. Llavors va començar l'expansió urbana de la ciutat pel nord-oest i la urbanització del polígon de Lakua, situat a l'oest del poble d'Arriaga, en els antics terrenys d'aquest llogaret.
Actualment poc queda de l'antic poble d'Arriaga a part de la seva església parroquial que encara es conserva. Una filera de blocs de cases construïts en els anys 60 i 70 constitueixen l'actual barri d'Arriaga, però poc tenen a veure amb l'antic llogaret.
A l'oest de l'església es troba un altre barri conegut com a Lakua-13 o Lakua-Arriaga densament poblat amb torres d'apartaments i que va ser la primera zona que es va urbanitzar del polígon de Lakua. Més a l'oest de Lakua-Arriaga, a l'altre costat de l'ampla avinguda coneguda com a Portal de Foronda es troba la resta del Polígon de Lakua, construït en dates posteriors i que es coneix pròpiament com Lakua. En aquesta zona de Lakua es troben les oficines administratives del Govern Basc, per la qual cosa Lakua sol utilitzar-se també com a sinònim del Govern Basc.

## Veïns il·lustres
- Raúl Fuentes Cuenca Raúl, cantant.